# L'ultimo dei Templari (film 1998)
L'ultimo dei Templari (The Minion) é un film canadese-statunitense del 1998 diretto da Jean-Marc Piché.

## Trama
New York, vigilia di Natale 1999, un'archeologa Karen Goodleaf viene chiamata per indagare sul ritrovamento di uno scheletro celtico di 800 anni e una chiave misteriosa in una metropolitana e la notizia giunge un monastero mediorientale dove i monaci guerrieri noti come Cavalieri Templari, un'antica setta incaricata della protezione delle sacre reliquie, assumono uno di loro Lukas Sadorov per affrontare la minaccia diabolica.